# Holm Kirsten

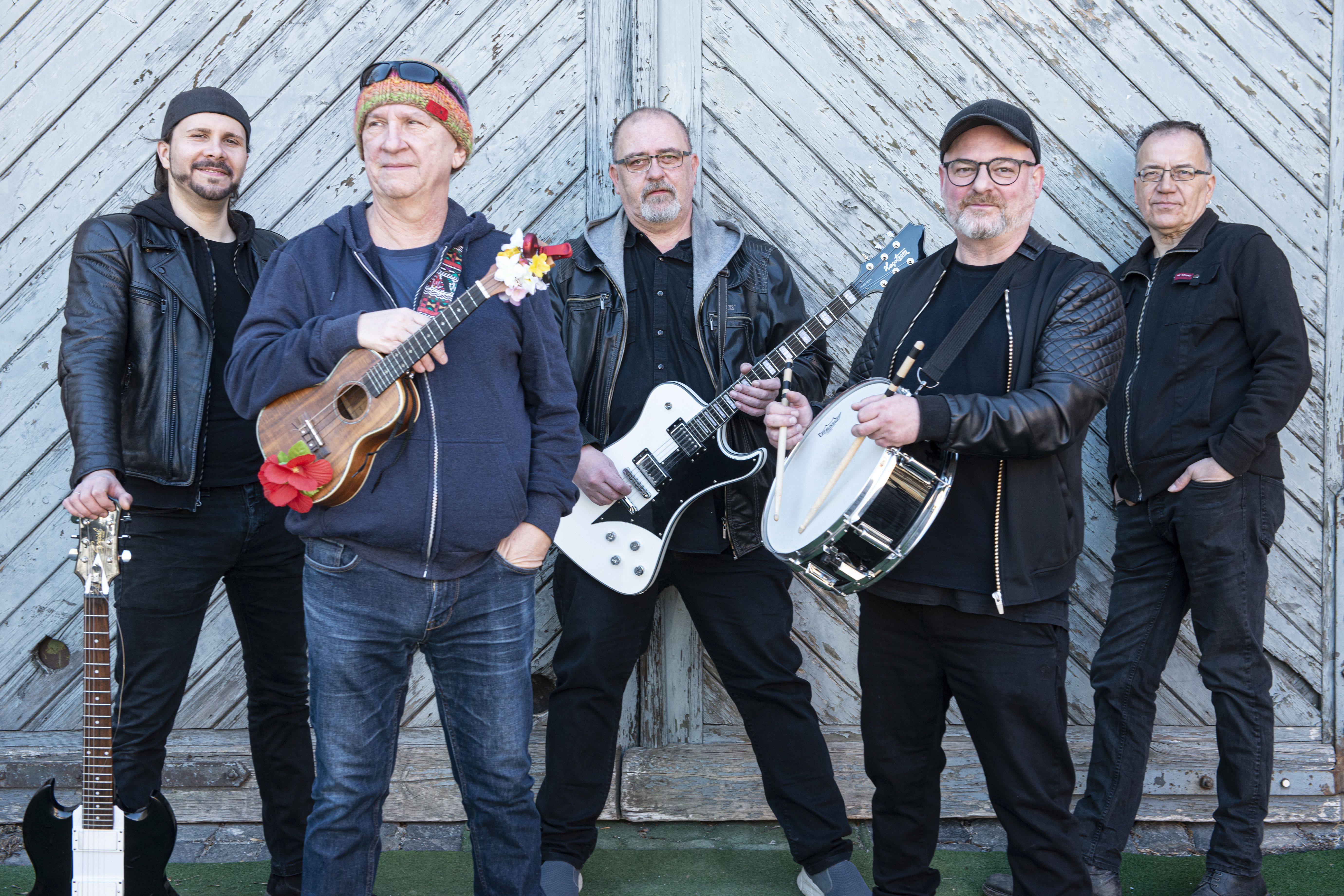
Band Timur und sein Trupp, Holm Kirsten fünfte Person rechts

Holm Kirsten (* 23. Mai 1965 in Freiberg/Sa.) ist ein deutscher Historiker, Museologe und Schriftsteller. Er ist zudem ein ehemaliger DDR-Oppositioneller.

## Biografie

### Kirsten als Autor
Holm Kirsten ist Sohn des Schriftstellers und Dichters Wulf Kirsten. Kirsten machte zunächst eine Lehre als Schriftsetzer im Hand- und Maschinensatz und anschließend folgte eine Tätigkeit als Maschinensetzer. Nach dem Ende der DDR legte er das Abitur auf dem zweiten Bildungsweg am Thüringen-Kolleg in Weimar ab. 1994–1999 absolvierte er ein Studium der Neueren Geschichte, Soziologie und Politikwissenschaft an der Friedrich-Schiller-Universität Jena, war 2000 Weimar-Stipendiat der Stiftung Weimarer Klassik und seit September 2000 wissenschaftlicher Mitarbeiter der Gedenkstätte Buchenwald verbunden mit der Mitarbeit an mehreren Ausstellungen und Projekten.
Ab August 2004 war er im DFG-Projekt „Inventarisierung und digitale Verzeichnung eines Sammlungsbestandes von historischen Fotografien und dessen Publikation als Katalog im World Wide Web“ beschäftigt und seit 2011 Leiter der Historischen Sammlung der Gedenkstätte Buchenwald. Seine Forschungsschwerpunkte sind Geschichte der NS-Konzentrationslager, insbesondere die Fotogeschichte des KZ Buchenwald und dessen dingliche Überlieferung. Kirsten lebt in Weimar.
Er ist auch Musiker in der Band Timur und sein Trupp, die 1986 in Weimar gegründet wurde.

### Kirsten als Dissident in der DDR
Zu DDR-Zeiten war er Oppositioneller und wurde u. a. 1983 verhaftet. Im Zusammenhang mit seiner Verhaftung wurde die Paul-Schneider-Straße 52 in einer Dokumentation genannt. Es ist seine fälschlich angenommene damalige Adresse. In Wirklichkeit war es die Paul-Schneider-Straße 51. Haus Paul-Schneider-Straße 52 hatte nach dem Zweiten Weltkrieg als NKWD-Gefängnis allerdings auch eine dunkle Vergangenheit. Kirsten machte seine Opposition zum SED-Regime als einer der „Sprüher von Weimar“ deutlich. Von diesen sind erkennungsdienstliche Fotos erhalten, die wiederum auch auf dem Einband des 2011 erschienenen Buches von Holm Kirsten, Ulrich Jadke, Jörn Luther und Thomas Onißeit Macht aus dem Staat Gurkensalat zu sehen sind. Die drei weiteren Autoren sind die weiteren „Sprüher von Weimar“, die wie er Gefängnisstrafen erhielten. „Wehr Dich“, „Schlag zurück“ und „Macht aus dem Staat Gurkensalat“ waren die Losungen ihrer Graffiti, die im Vorfeld des Nationalfeiertags der DDR im Oktober 1983 an den verfallenden Fassaden der Klassikerstadt Weimar zu lesen waren. Dafür war er ein halbes Jahr im Stasi-Gefängnis in der Andreasstraße in Erfurt. Den anderen Beteiligten erging es genauso.

## Bibliografie
- Holm Kirsten: Weimar im Banne des Führers. Die Besuche Adolf Hitlers 1925–1940, Köln-Weimar-Wien 2001.
- Ders.: Das sowjetische Speziallager Nr. 4 Landsberg/Warthe, Göttingen 2005.
- Ders.: Stimmen aus Buchenwald. Ein Lesebuch, hrsg. mit Wulf Kirsten, Göttingen 2002.
- Ders.: Macht aus dem Staat Gurkensalat, mit Ulrich Jadke, Jörn Luther, Thomas Onißeit, Berlin 2011.